# タスキモンガラ

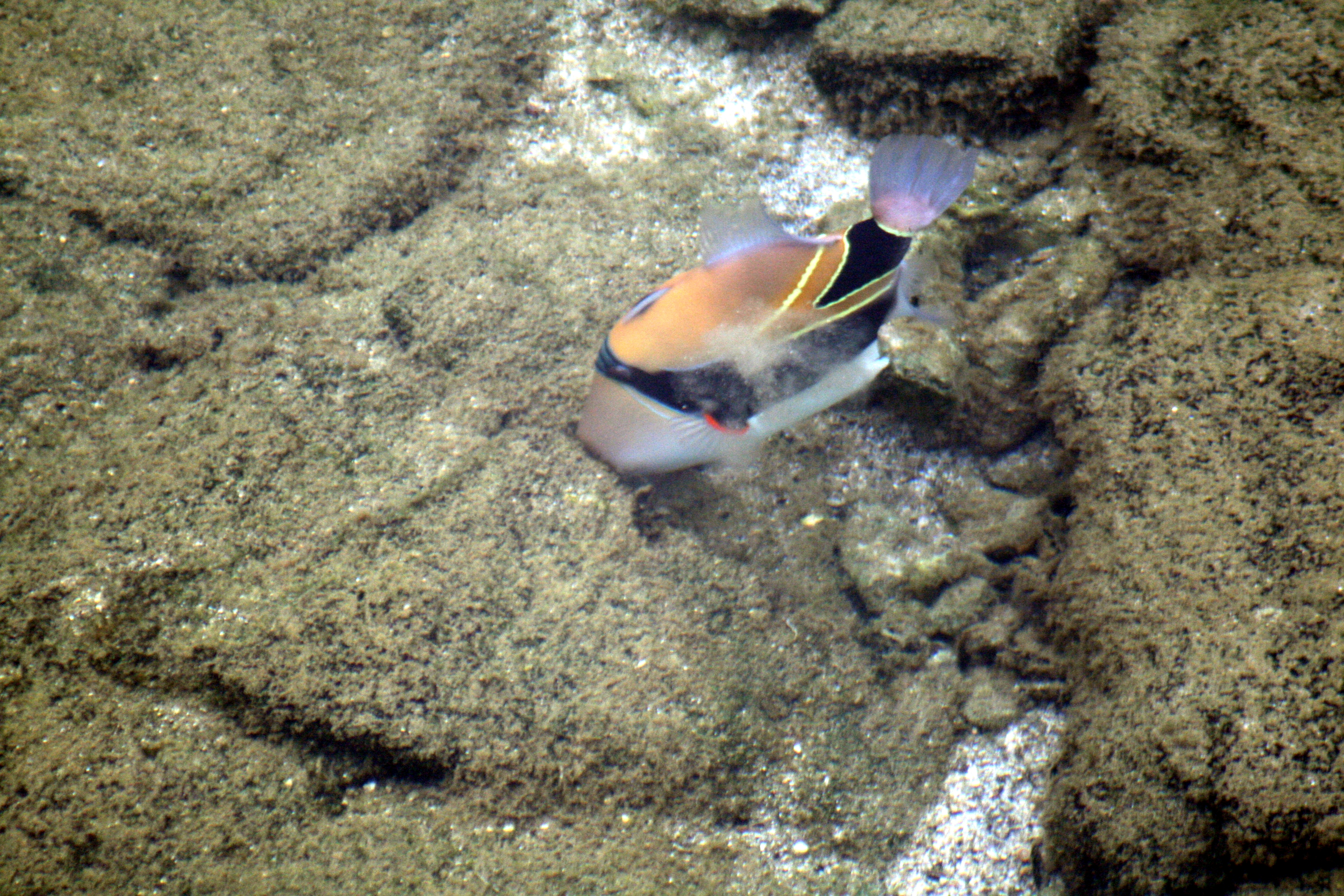
岩に付着した藻類をかじりとるタスキモンガラ。余分な砂粒を鰓から排出している

タスキモンガラ（Rhinecanthus rectangulus）は、モンガラカワハギ科に属する魚類の一種。インド洋から日本近海を含めた西部太平洋の熱帯域に広く分布する。ハワイ州では、近隣種のムラサメモンガラと共に「フムフムヌクヌクアプアア」と呼ばれていて、ハワイ州の州魚に指定されている。

## 概要
白・黄色・黒の派手な外見を有するタスキモンガラは警戒心が強く、昂奮するとブーブーという鳴き声を発する。浅瀬の岩場やサンゴ礁に生息し、雑食性でデトリタスや海藻、ウニなどを捕食する'。

## ハワイ文化におけるタスキモンガラ
ハワイでの呼称"フムフムヌクヌクアプアア"は、日本語に訳すと「豚のように鳴く角張った魚」となる。
1984年のハワイ州議会において州魚として選出され、その有効期限の切れた後、2006年に実施された再投票においても圧倒的多数の票を獲得し、再度州魚に選出されているハワイの人気魚である。
ハワイの神話「クムリポ」に登場するオアフ島の半神カマプアアはフムフムヌクヌクアプアアに変身することができるとされている。火山の神ペレとの戦争に敗れたカマプアアはこの魚に変身して熔岩流で煮え滾る川を逃走した。この神話にちなみ、キラウエア火山近辺で実施されるペレを奉る催しなどでは豚やフムフムヌクヌクアプアアが捧げられる。

## 形態
タスキモンガラは他のモンガラカワハギ類と同様、著しく側扁した平べったい体をもつ。全長は最大で30cm程度で、体側を斜めに走行する黒色の帯状模様と、尾柄部のV字模様が特徴である。
背鰭は3本の棘条と23-24本の軟条で構成される。腹鰭を欠き、胸鰭と臀鰭はそれぞれ13本、20-21本の軟条をもつ。